# Deens honkbalteam

De Deense vlag.

Het Deens honkbalteam is het nationale honkbalteam van Denemarken. Het Deens honkbalteam is sinds 1979 aangesloten bij de Europese Honkbalfederatie (CEB), de continentale bond voor Europa van de IBAF.
Denemarken heeft ook haar eigen honkbalbond, de Danish Baseball Federation. Het hoofdkantoor hiervan staat in Beder.
Denemarken is een van de vier minst actieve leden van de Europese Honkbalfederatie. Het heeft de afgelopen vier jaar niet gepresteerd of deelgenomen op EK's, WK's, Intercontinental Cup's, World Baseball Classic's of andere honkbaltoernooien en heeft op het moment zelfs geen team dat het land vertegenwoordigt.